# Vesicularia acinacifolia
Vesicularia acinacifolia är en bladmossart som beskrevs av Brotherus 1908. Vesicularia acinacifolia ingår i släktet Vesicularia och familjen Hypnaceae. Inga underarter finns listade i Catalogue of Life.